# Приска
Приска (на латински: PRISCA; † 315) е римска императрица, съпруга на император Диоклециан.

## Биография
За произхода ѝ не се знае нищо. Ражда на император Диоклециан една дъщеря – Галерия Валерия.
Въпреки че е била християнка, Приска е принудена да прави жертвоприношения на езическите римски богове по време на големите преследвания на християните през 303 г. Специално за нея съпругът ѝ построява дворец в Никомидия.
След като Диоклециан се оттегля в Аспалтос през 305 г., Приска се установява в Тесалоника при дъщеря си и зет си Галерий. След смъртта на Галерий с грижата за Приска и дъщеря ѝ се заема новия император Лициний, но двете жени бягат от него при Максимин Дая. След известно време дъщерята на Приска отказва предложение за брак от страна на Максимин, който арестува двете жени и ги изпраща на заточение в Сирия, конфискувайки имуществото им. През 311 Лициний побеждава и убива Максимин, а Приска е арестувана и обезглавена през 315 г. по заповед на Лициний. Същата участ споделя и дъщеря ѝ.